# Julie von Kästner
Julie Alexandrine Johanna von Kästner (* 26. September 1852 in Riga; † 13. Februar 1937 in Kassel) war eine deutsche Pädagogin und Frauenrechtlerin und 1919 eine der sechs ersten in die 72 Mitglieder umfassende Stadtverordnetenversammlung von Kassel gewählten Frauen.

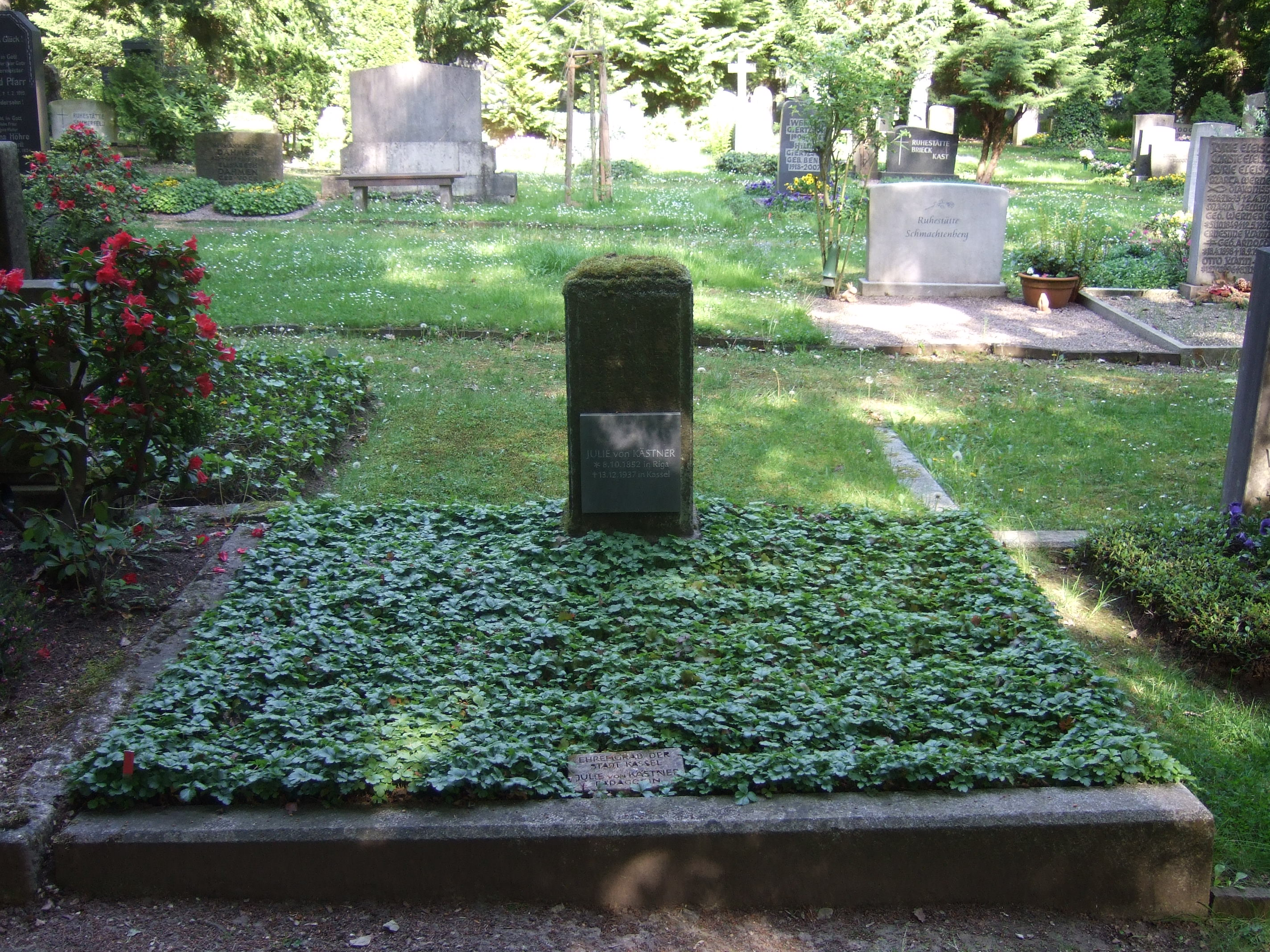
Ehrengrab Julie von Kästner, Hauptfriedhof Kassel

## Leben
Julies Eltern waren Karl Theodor von Kästner (1818–1882), Staatsrat in der Oberkanzlei des Stadtrats in Riga, und dessen Ehefrau Sophie Luise geb. von Busse. Sie studierte in Lausanne und kehrte danach als Lehrerin zurück nach Riga. Nach dem frühen Tod ihrer Mutter im Jahre 1871 war sie verantwortlich für die Erziehung ihrer zwölf Jahre jüngeren Schwester Hanna.
Im Jahre 1891 kam sie mit ihrer Schwester nach Kassel und wurde im Juli des Jahres Leiterin der 1878 gegründeten privaten, evangelischen Wulstenschen höheren Mädchenschule. 1894 wurde sie in den preußischen Untertanenverband, d. h. in die preußische Staatsbürgerschaft, aufgenommen und 1895 wurde sie Leiterin der Heuserschen Höheren Töchterschule. Ab 1904 bot die Schule, auf Betreiben Kästners, vierjährige realgymnasiale Kurse zur Vorbereitung auf das Abitur an. Als sie 1914 in Pension ging, wurde die Schule zu ihren Ehren in „Kästnersches Lyceum“ umbenannt.
Julie von Kästner war eine persönliche Freundin von Helene Lange und blieb eine engagierte Verfechterin der Frauenbildung und des Frauenstudiums. Sie war aktiv als Berufsberaterin für Frauen bei der im April 1902 vom „Verband Casseler Frauenvereine“ (VCF) übernommenen Städtischen Stellenvermittlung für Frauen, wurde Mitglied und bald darauf Leiterin der 1900 gegründeten Kasseler Abteilung des „Vereins Frauenbildung-Frauenstudium“, war Mitgründerin der „Vereinigung der Künstlerinnen Hessen-Nassau“ und war als Nachfolgerin von Elisabeth Consbruch bis 1932 Vorsitzende des „Verbands Casseler Frauenvereine“.
Nachdem das aktive und passive Frauenwahlrecht am 12. November 1918 in Deutschland eingeführt worden war, wurde sie am 2. März 1919 auf der Liste der Deutschen Demokratischen Partei, wie auch Elisabeth Ganslandt und Johanna Wäscher zur Stadtverordneten gewählt. Sie wirkte dort eine Legislaturperiode bis zum 4. Mai 1924 und war in dieser gesamten Zeit Alterspräsidentin und von 1920 bis 1924 auch Zweite Schriftführerin des Stadtparlaments.

## Ehrungen
- Julie von Kästner starb am  13. Februar 1937; ihr Ehrengrab befindet sich auf dem Kasseler Hauptfriedhof.
- Auf der Marbachshöhe in Kassel-Wilhelmshöhe ist eine Straße nach ihr benannt. Dort befinden sich ebenso die nach den 1919 in die Stadtverordnetenversammlung gewählten Frauen Minna Bernst, Elisabeth Consbruch, Johanna Wäscher und Amalie Wündisch und nach der ebenfalls 1919 gewählten ersten Kasseler Stadträtin Johanna Vogt benannten Straßen.